# 美容所

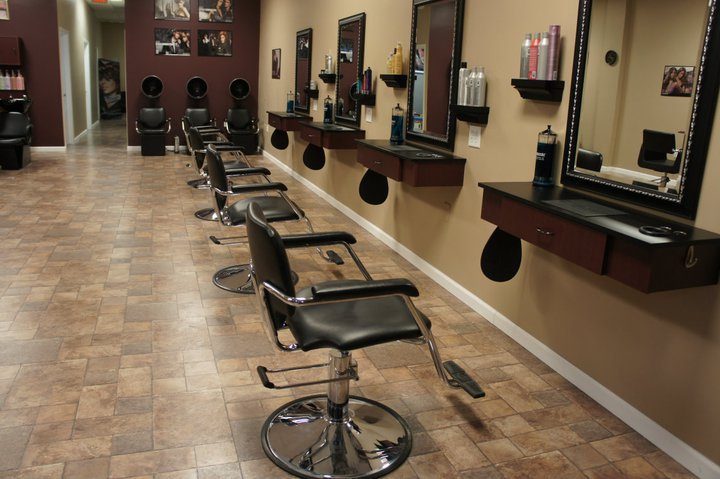
鏡と椅子が並んでいる。

美容所（びようしょ）と法規上呼ばれるものは、美容（パーマ、結髪、化粧など容姿を美しくする）の業を行うために設けられた施設、店舗。一般的には美容院（びよういん）、美容室（びようしつ）と呼ばれる。ヘアサロンともいう。

## 概要
パーマ、カット、化粧などを行う店である。和装に合わせた結い上げを行っている店もある。それに加えてシャンプー、リンス、ヘアコンディショナー等の店販を行っている店もある。
厚生労働省統計『令和3年度 衛生行政報告例』によると全国の美容所の軒数は26万4,223軒。
美容院で働く美容師の数は全国で56万1,475人。1軒あたりの従業美容師数の平均を計算することがあるが、令和3年（2021年）で平均2.13人であった。
Hot Pepper Beautyが2021年6月に行った調査によると、女性の美容院利用率は81.5%で、男性の美容院利用率は34.0％。女性の利用経験率は94.2％で、男性の利用経験率は51.7％。一回あたりの平均利用料金は、女性では6,930円で、男性では4,364円。年間の平均利用回数は女性は4.12回で、男性は5.39回。
利用にかかった時間は、女性は平均88分で、男性は54分。
関西では月曜日、関東では火曜日を休業日とする店が多いが、現在では他の曜日に休業日を設定する店も増えてきた。

## 歴史
1897年（明治30年）に芝山兼太郎が外国婦人専門サロンを開業。これが「美容室」の始まりだとも言われている。

1906年（明治39年）に、東京京橋区竹川（現在の銀座）にアメリカで美顔術を習得した遠藤ハツ（遠藤波津子）が「遠藤理容館」の看板を掲げ、アメリカからパーマネントウェーブを導入した。

1923年（大正12年）の丸ビルに「丸ノ内美容院」が開業。このころまでの美容院は一般庶民とはあまり縁のない存在であったと「美容現代史」に記されている。

1927年（昭和2年）、法改正により「美容術営業取締規則」が定められる。

1942年（昭和17年）、主管の役所が東京では警視庁から東京府に、各道府県から新設の厚生省（現在の厚生労働省）内政部に移行された。

1957年（昭和32年）、美容師法制定。

2015年（平成27年）、厚生労働省が「美容室では男性に髪のカットだけのサービスを提供できない」などと定めた1978年（昭和53年）の旧・厚生省の局長通知を廃止し、男女問わず美容師がカットを行うことを認める新通知を全国の自治体に出した。これ以降、男性利用客が増えていった。
美容室店舗数は平成元年（1989年）は18万5452軒、令和元年（2019年）は25万4422軒で、増加傾向にある。

## ギャラリー

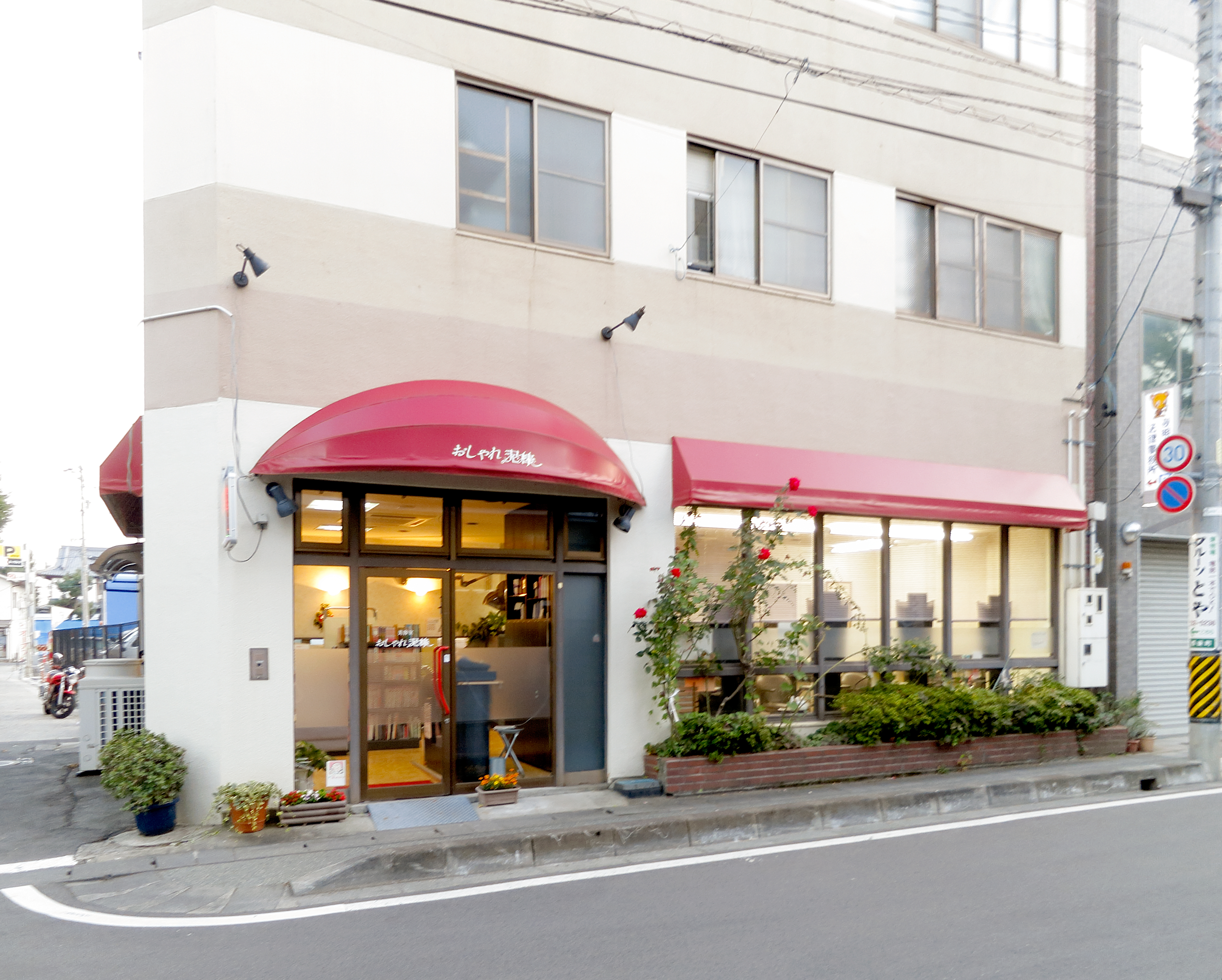
チェーン店
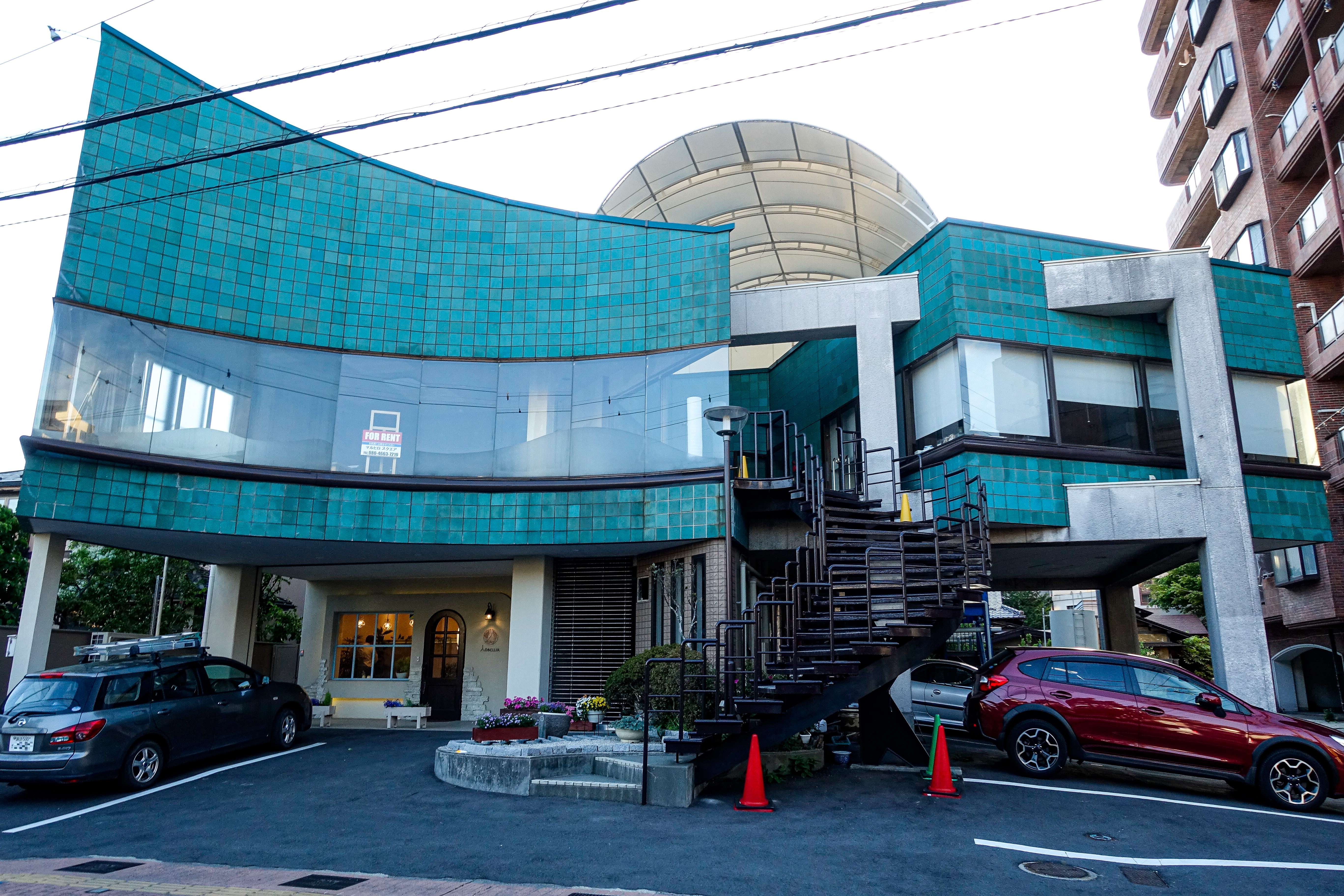
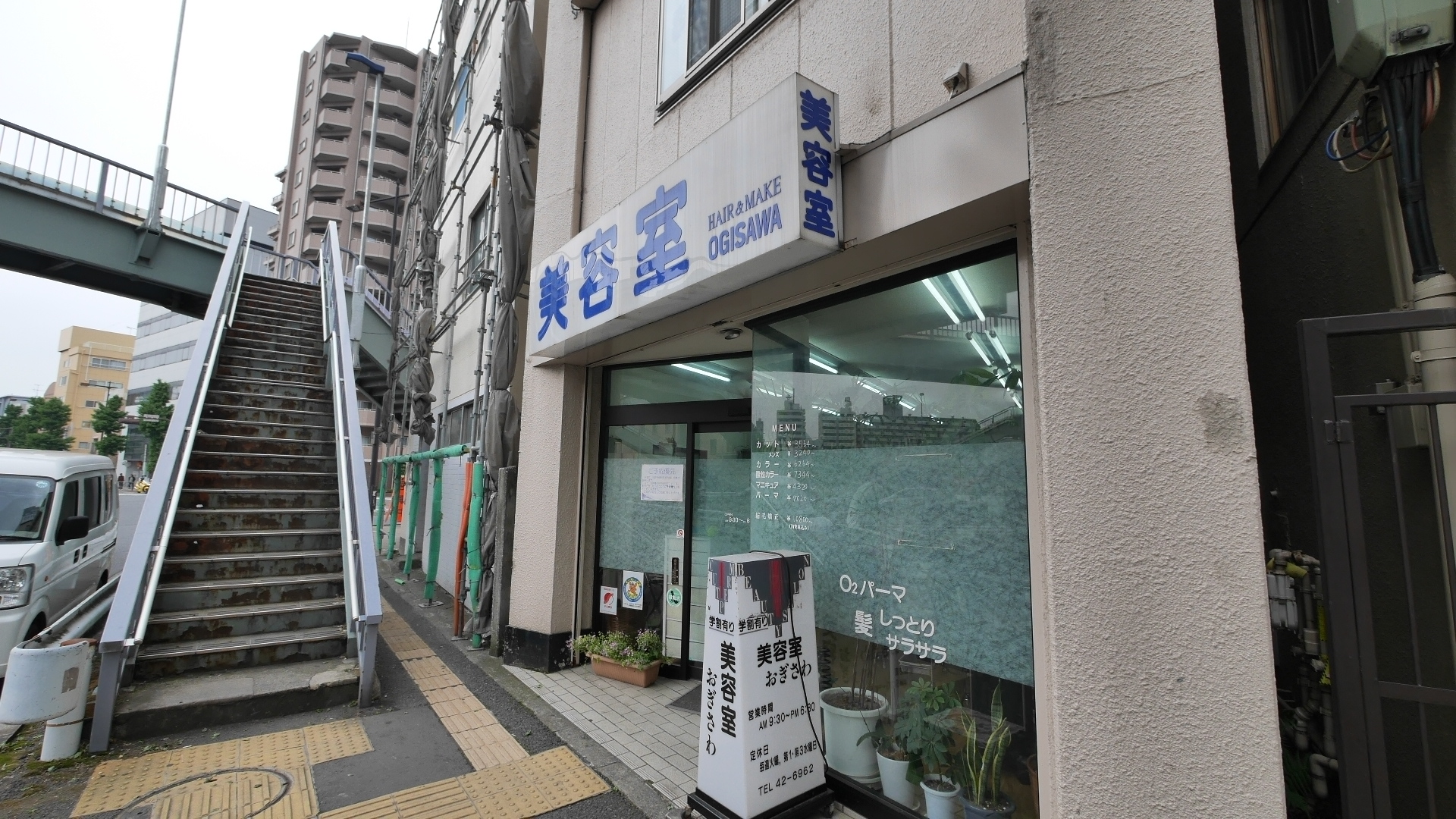
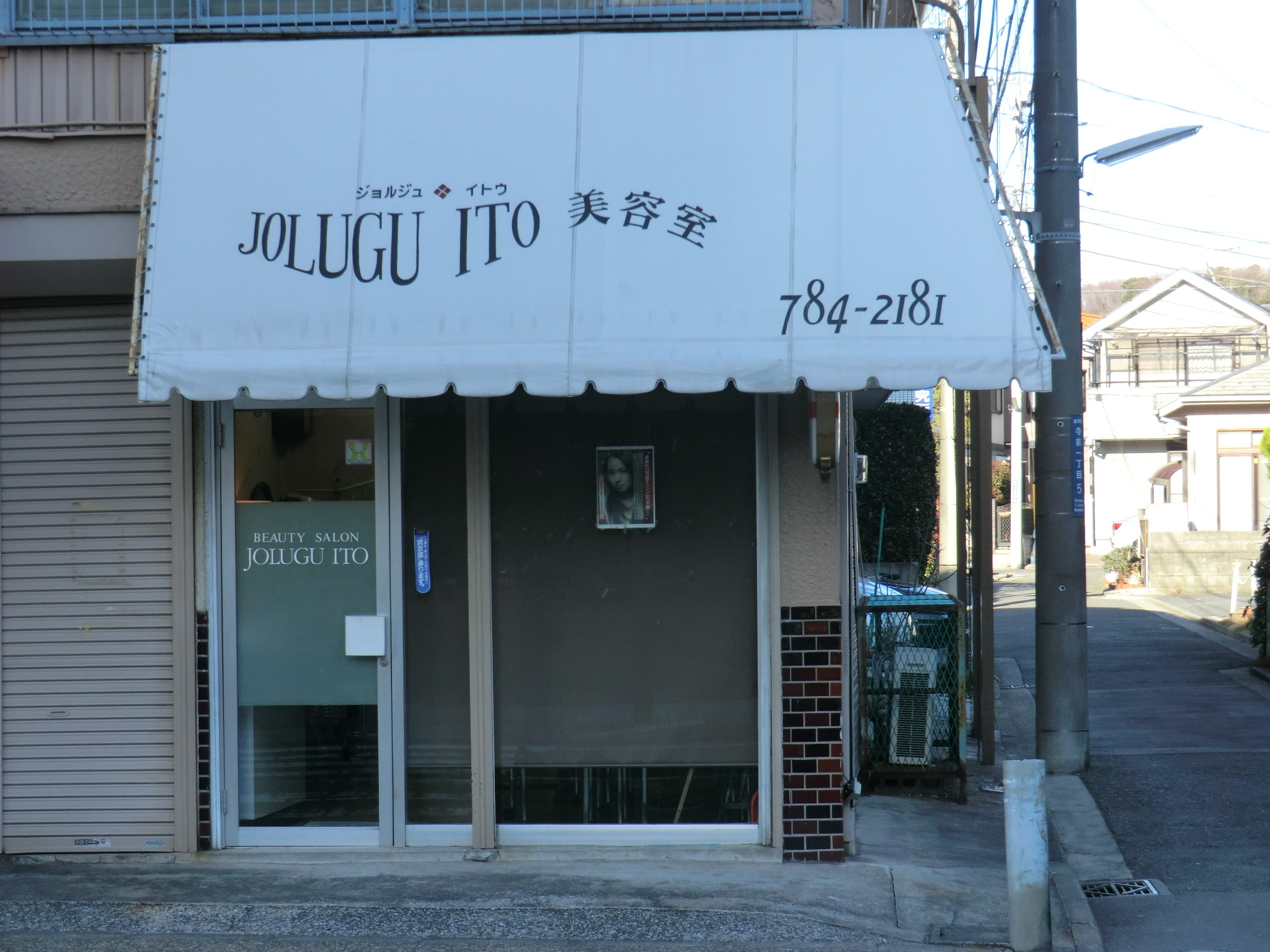
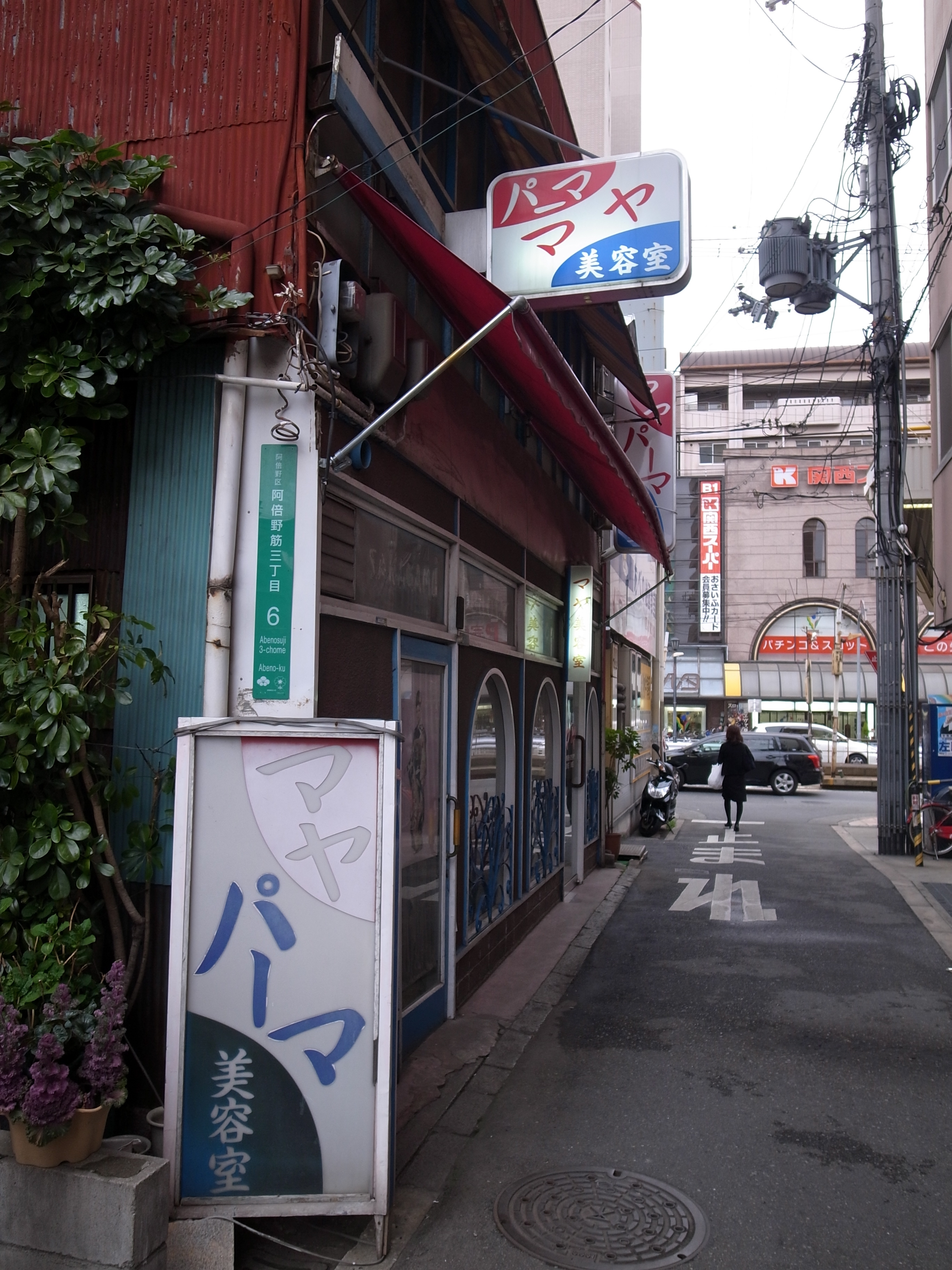

## 関連法規 等
美容師法 （昭和32年法律第163号）の中に定めがある。そのほか厚生省公衆衛生局長通知など、通知による規定もたびたび行われてきた歴史がある。

美容所の開設については美容師法に規定がある。開設には都道府県知事への届出が必要で、届出には美容師免許が必要。管轄の保健所（保健センター）に登録する。